# گوستاوو گوتیرز
گوستاوو گوتیرز (انگلیسی: Gustavo Gutiérrez; ۸ ژوئن ۱۹۲۸ – ۲۲ اکتبر ۲۰۲۴) یک فیلسوف اهل پرو، مبلغ الهیات کاتولیک و کشیش دومینیکن و یکی از بنیان‌گذاران الهیات آزادی‌بخش در آمریکای لاتین بود. کتاب او در سال ۱۹۷۱ به نام الهیات آزادی‌بخش نقشی محوری در شکل‌گیری الهیات آزادی‌بخش داشت. او استاد الهیات جان کاردینال اوهارا در دانشگاه نوتردام و استاد مدعو در دانشگاه‌های آمریکای شمالی و اروپا بود.

## زندگی اولیه و تحصیلات
گوستاوو گوتیرز در ۸ ژوئن ۱۹۲۸ در باریو مونتسرات لیما از والدینی با نژاد مستیسو و کچوا به دنیا آمد. او در نوجوانی به عفونت استخوان مبتلا شد و اغلب بستری بود. او از ۱۲ تا ۱۸ سالگی مجبور بود از ویلچر استفاده کند.

## مبانی الهیات رهایی‌بخش
گوتیرز هنگامی که در اواخر دهه ۱۹۵۰ به پرو بازگشت شروع به تدوین درک خود از «واقعیت» آمریکای لاتین کرد: :- پایه و نیروی محرکه الهیات رهایی‌بخش آمریکای لاتین.  او نوشت: «من از یک قاره آمده‌ام. که در آن بیش از ۶۰٪ از جمعیت در وضعیت فقر زندگی می‌کنند و ۸۲٪ از آنها خود را در فقر شدید می‌بینند.» او تلاش‌هایش را برای کشف مجدد عشق به همسایه به عنوان اصل پایه‌ای زندگی مسیحی متمرکز کرد.

## نوشته هایی در مورد گزینه برای فقرا
گوتیرز خواستار درک واقعیت فقرا شد و مدعی شد که فقیر بودن صرفاً به معنای کمبود منابع اقتصادی برای توسعه نیست.
برعکس، گوتیرز فقر را «شیوه‌ای برای زندگی، تفکر، عشق ورزیدن، دعا کردن، ایمان داشتن و انتظار، گذران اوقات فراغت، جنگیدن برای زندگی» می‌دانست. او همزمان تأکید کرد که فقر نتیجه نهادهای اجتماعی معیوب است.

## افتخارات
گوتیرز عضو آکادمی زبان پرو بود. در سال ۱۹۹۳، به پاس زحمات خستگی‌ناپذیرش، نشان لژیون دونور از سوی دولت فرانسه به او اهدا شد. در سال ۲۰۰۰، دانشگاه براون به گوتیرز دکترای افتخاری الهییات اعطا کرد. در سال ۲۰۰۲، گوتیرز به عضویت آکادمی هنر و علوم آمریکا انتخاب شد.